# Alžběta Kristýna Brunšvicko-Wolfenbüttelská
Alžběta Kristýna (28. srpna 1691 Brunšvik – 21. prosince 1750 Vídeň) byla brunšvicko-wolfenbüttelskou princeznou z dynastie Welfů a provdanou císařovnou Svaté říše římské, královnou německou, českou, uherskou, chorvatskou, sardinskou, neapolskou a sicilskou.
Byla manželkou Karla VI. a její dcera Marie Terezie se stala první a jedinou ženou na habsburském trůně.

## Původ

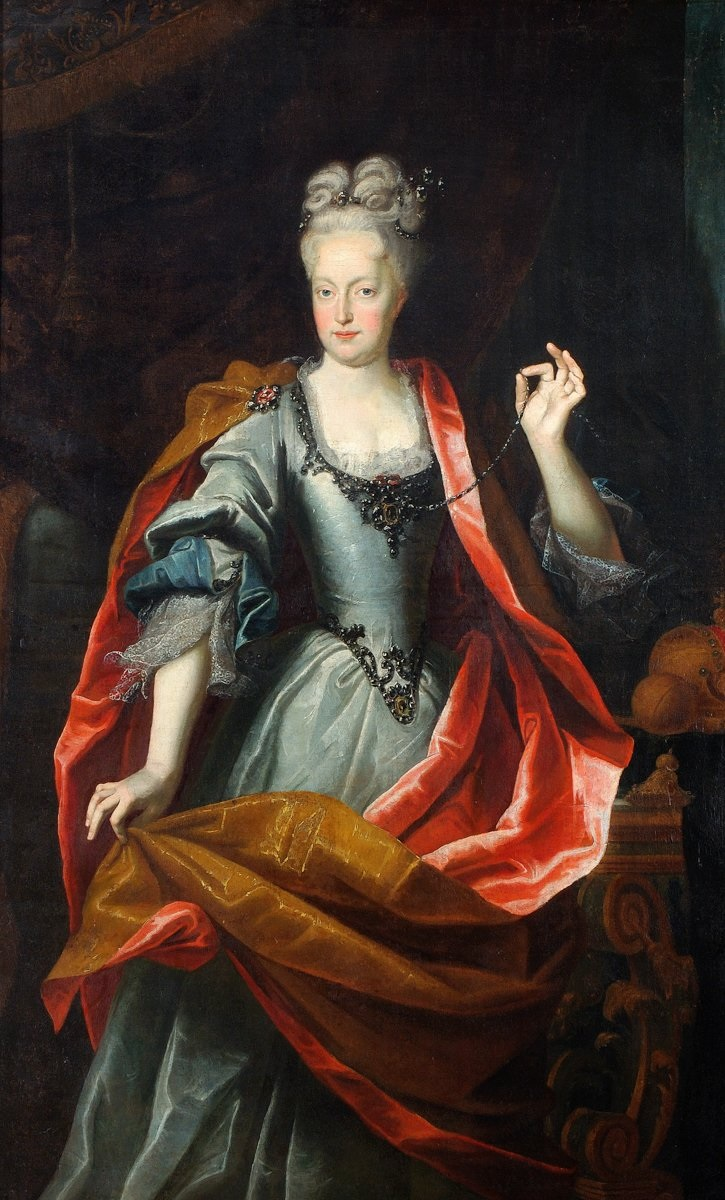
Alžběta Kristýna v mládí

Alžběta Kristýna přišla na svět na konci srpna roku 1691 jako prvorozená ze čtyř dcer brunšvicko-wolfenbüttelského vévody Ludvíka Rudolfa a jeho manželky Kristýny Luisy Öttingenské.
Měla tři mladší sestry: Šarlotu Augustu (*/† 1692), Šarlotu Kristýnu (1694–1715) a Antonii Amálii (1696–1762).

## Ve Španělsku
Před uzavřením sňatku s budoucím císařem musela Alžběta Kristýna konvertovat. Na římskokatolickou víru přestoupila v Bambergu 1. května 1707. Sňatek se španělským králem Karlem III. (VI.) Habsburským byl nejdříve uzavřen 23. dubna 1708 per procurationem (v zastoupení). Druhý svatební obřad se konal 1. srpna 1708 v Barceloně. Cílem sňatku bylo posílení protifrancouzské koalice, protože v té době se vedly války o dědictví španělské a Karel byl pretendentem trůnu.
Ve Španělsku žili manželé spokojeně, i když stále probíhala válka o španělské dědictví a Karel musel často cestovat a řešit složitou situaci. Své manželce svěřoval drobné politické úkoly a ona je byla schopna hladce řešit.
Ve Španělsku žili manželé do roku 1711, problémem ovšem bylo, že Alžběta byla protestantka – to bylo v katolickém Španělsku nepřijatelné. Karlova manželka tak musela změnit vyznání.[zdroj?]

## Královna a císařovna
V roce 1711, kdy zemřel Karlův starší bratr císař Josef I., musel se jeho bratr jako Karel VI. ujmout vlády nad habsburskou monarchií a získal i trůn římského císaře. Opustil Španělsko a Alžbětu Kristýnu nechal v zemi jako svou místodržitelku. Až v roce 1713, kdy již bylo jasné, že Karel svůj boj o španělské království v důsledku změny mocensko-politických podmínek v Evropě prohrál, opustila Španělsko i Alžběta a zbytek života prožila v Rakousku.
18.10. 1714 byla v bratislavském dómu sv. Martina korunovaná uherskou královnou. V září 1723 byli oba manželé v Praze korunováni českým králem a královnou.
Alžběta Kristýna přežila svého manžela o deset let, své dny dožila na císařském dvoře ve Vídni u starší dcery Marie Terezie, která se stala otcovou nástupkyní na trůně. Pochována je ve vídeňské císařské hrobce.

## Potomci
Alžběta Kristýna na svého prvního potomka čekala dlouho: až v roce 1716, osm let po svatbě, se jí narodil syn Leopold Jan, který však žil jen několik měsíců. Po něm už následovaly jen tři dcery:
| Pořadí | Jméno         | Portrét | Datum narození  | Datum úmrtí       | Poznámky                                                                                |
| ------ | ------------- | ------- | --------------- | ----------------- | --------------------------------------------------------------------------------------- |
| 1.     | Leopold Jan   |         | 13. duben 1716  | 4. listopad 1716  | Rakouský arcivévoda.                                                                    |
| 2.     | Marie Terezie |         | 13. květen 1717 | 29. listopad 1780 | Dědička Habsburské monarchie, v roce 1736 provdaná za Františka I. Štěpána Lotrinského. |
| 3.     | Marie Anna    |         | 26. září 1718   | 16. prosinec 1744 | Rakouská arcivévodkyně, v roce 1744 provdaná za Karla Lotrinského, guvernérka Nizozemí. |
| 4.     | Marie Amálie  |         | 5. duben 1724   | 19. duben 1730    | Rakouská arcivévodkyně.                                                                 |

Alžbětu velmi mrzelo, že se jí nedaří otěhotnět a porodit následníka. Ve snaze otěhotnět se stále léčila a často podléhala i radám nejrůznějších šarlatánů. Jedna z rad, že k otěhotnění pomůže pití červeného vína, ji přivedla až k alkoholismu. Nepomohl ani pobyt v Karlových Varech.  